# Maria im Stock

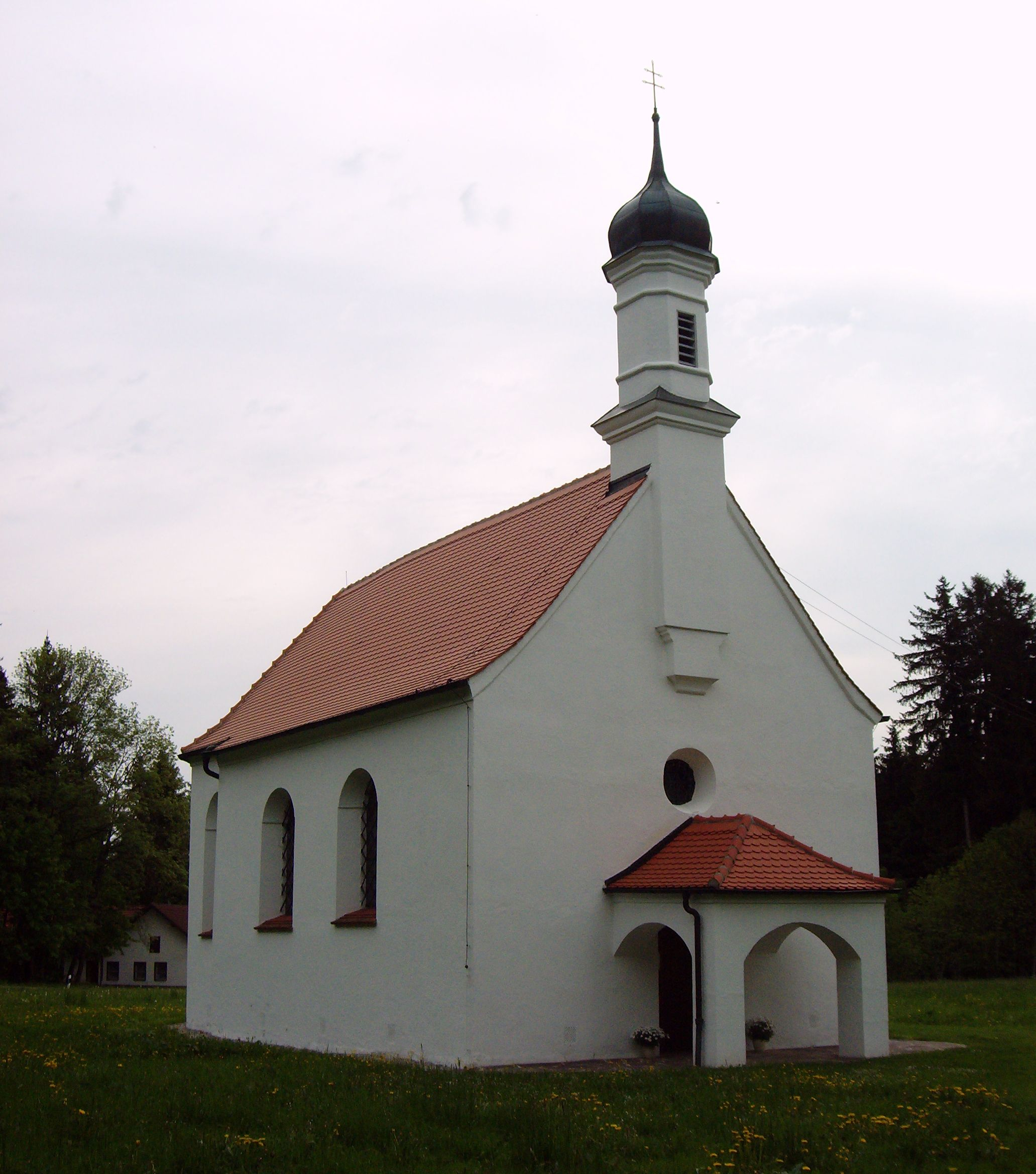
Wallfahrtskirche Maria im Stock, Fuchstal

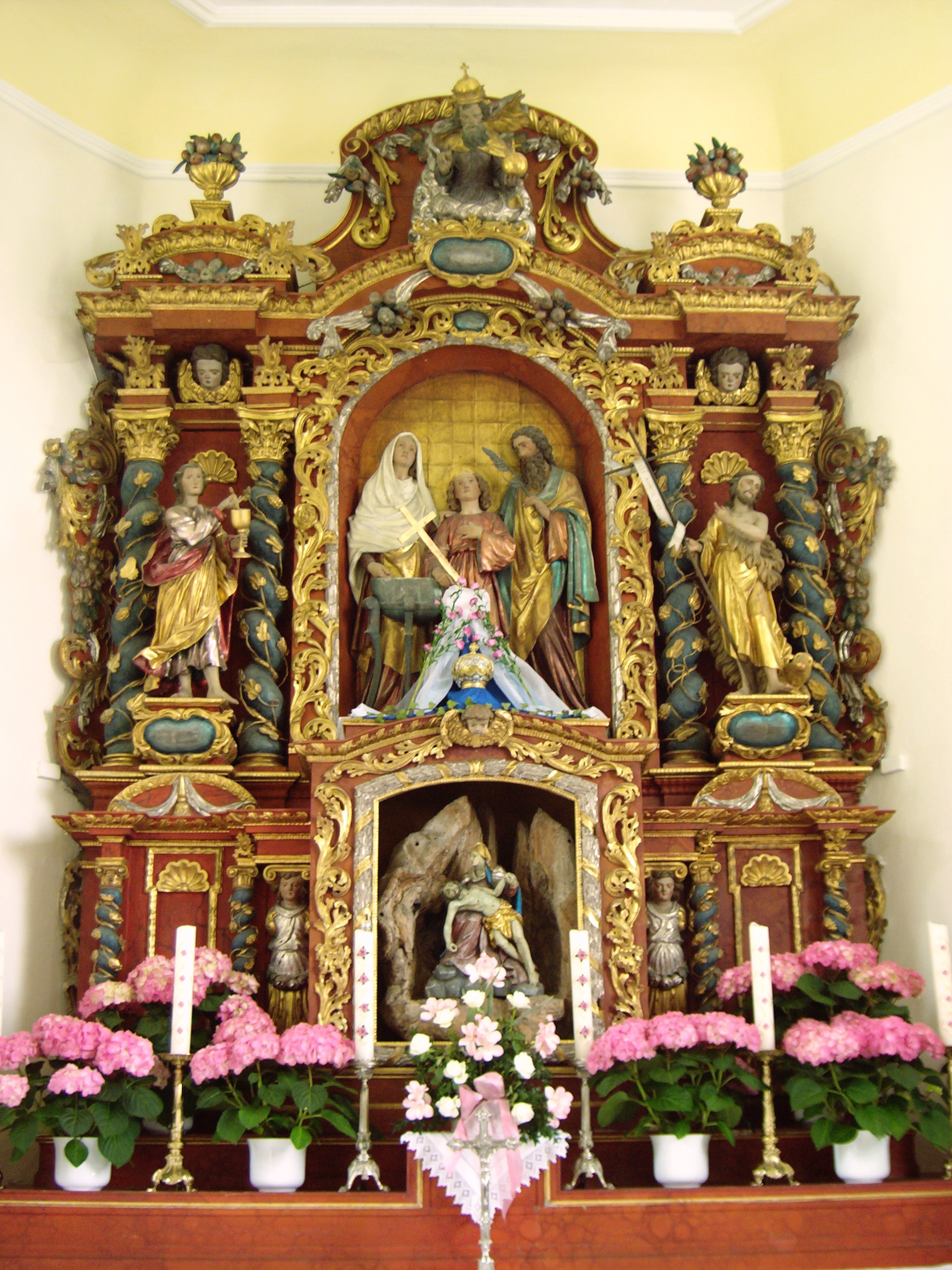
Hauptaltar mit der Pietà

Maria im Stock ist eine Wallfahrtskirche in Fuchstal. In der Bayerischen Denkmalliste ist sie als Wallfahrtskapelle St. Vitus geführt.
Bereits 1647 ist eine hölzerne Kapelle am Weg zwischen Asch und Lengenfeld belegt. Aus dieser Zeit stammt auch das hölzerne Gnadenbild, eine Pietà, die der Legende nach an Ort und Stelle in einem Buchenstock gefunden wurde und der Wallfahrtskapelle ihren Namen gibt.
Die heutige Kapelle wurde 1703 von Freyberg gebaut und 1722 geweiht.
Im Jahr 1968 kam es zum Raub des Gnadenbildes, das in der Folge durch eine Replik ersetzt wurde. Doch auch der Raub vermochte die Anziehungskraft des Wallfahrtsortes für die umliegenden Kirchengemeinden nicht zu schmälern. Seit 1963 beispielsweise pilgern zahlreiche Veteranen-, Soldaten und Kameradschaftsvereine aus den angrenzenden Landkreisen Landsberg am Lech und Ostallgäu in dreijährlichem Rhythmus aus Dankbarkeit für die glückliche Heimkehr aus dem Zweiten Weltkrieg zur Wallfahrtskirche.
Am 13. Mai 2011 und damit auf den Tag genau 43 Jahre nach ihrem Raub konnte durch eine wundersame und glückliche Fügung die gestohlene Pietà durch den Augsburger Weihbischof Josef Grünwald an ihre ursprüngliche Stelle zurückgebracht werden. Bereits mehrere Jahre hatte sich der Schongauer Stadtpfarrer Bernhard Mooser für die Rückkehr der Pietà engagiert. 1994 erhielt er, noch als Pfarrer in Asch, den entscheidenden Hinweis, der letztendlich zum Erfolg führte.